# Clément Lhernault
Clémenet Lhernault (Mulhouse, 13 febbraio 2003) è un calciatore francese, centrocampista del Celje.

## Carriera

### Club
È cresciuto nel settore giovanile del Nancy ed ha giocato con la seconda squadra in quinta divisione dal 2021 al 2023. Il 7 novembre 2022 ha debuttato in prima squadra giocando l'incontro di Championnat National perso 2-0 contro il Villefranche.
Nell'estate del 2023 è passato all'Ararat dove ha trascorso una stagione in Bardsragujn chumb. Il 24 agosto 2024 ha cambiato nuovamente squadra firmando un contratto triennale con il Celje, club della prima divisione slovena, con il quale durante la stagione 2024-2025 fa anche il suo esordio nelle competizioni UEFA per club, prendendo parte alla Conference League, competizione di cui raggiunge i quarti di finale; nel prosieguo della stagione vince inoltre la Coppa di Slovenia.

### Nazionale
Ha giocato con la nazionale francese Under-16.

## Statistiche

### Presenze e reti nei club
Statistiche aggiornate al 12 marzo 2025.
| Stagione        | Squadra         | Campionato      | Campionato | Campionato | Coppe nazionali | Coppe nazionali | Coppe nazionali | Coppe continentali | Coppe continentali | Coppe continentali | Altre coppe | Altre coppe | Altre coppe | Totale | Totale | Totale |
| Stagione        | Squadra         | Comp            | Pres       | Reti       | Comp            | Pres            | Reti            | Comp               | Pres               | Reti               | Comp        | Pres        | Reti        | Pres   | Reti   |        |
| --------------- | --------------- | --------------- | ---------- | ---------- | --------------- | --------------- | --------------- | ------------------ | ------------------ | ------------------ | ----------- | ----------- | ----------- | ------ | ------ | ------ |
| 2021-2022       | Nancy 2         | N3              | 22         | 7          | -               | -               | -               | -                  | -                  | -                  | -           | -           | -           | 22     | 7      |        |
| 2022-2023       | Nancy 2         | N3              | 17         | 2          | -               | -               | -               | -                  | -                  | -                  | -           | -           | -           | 17     | 2      |        |
| Totale Nancy 2  | Totale Nancy 2  | Totale Nancy 2  | 39         | 9          |                 | -               | -               |                    | -                  | -                  |             | -           | -           | 39     | 9      |        |
| 2022-2023       | Nancy           | N               | 1          | 0          | CF              | 0               | 0               | -                  | -                  | -                  | -           | -           | -           | 1      | 0      |        |
| 2023-2024       | Ararat          | BC              | 16         | 3          | CA              | 1               | 0               | -                  | -                  | -                  | -           | -           | -           | 17     | 3      |        |
| 2024-2025       | Celje           | 1.SNL           | 9          | 0          | CS              | 2               | 0               | UECL               | 6                  | 0                  | -           | -           | -           | 17     | 0      |        |
| Totale carriera | Totale carriera | Totale carriera | 65         | 12         |                 | 3               | 0               |                    | 6                  | 0                  |             | -           | -           | 74     | 12     |        |

## Palmarès

### Club

#### Competizioni nazionali
- Coppa di Slovenia: 1

Celje: 2024-2025